# Jens Oliver Haas
Jens Oliver Haas (* 1967 in Frankfurt am Main) ist ein deutscher Autor, Moderationscoach und TV-Producer.

## Leben
Haas, Sohn einer Spanierin und eines Beamten der Stadt Frankfurt, wuchs in Frankfurt und Wächtersbach auf. Nach Abitur (in Gelnhausen) und Bundeswehrdienst, für den er sich für zwei Jahre als Reserve-Offiziersanwärter verpflichtete, begann er ein Studium der Medienwissenschaft, Amerikanistik und Germanistik in Marburg, das er nach einer Festanstellung beim Axel Springer Verlag abbrach.
Jens Oliver Haas ist seit 2002 mit der Moderatorin Sonja Zietlow verheiratet. Das Paar lebt in München und auf Mallorca.

## Werdegang
Nach ersten Erfahrungen als freier Mitarbeiter für das Gelnhäuser Tageblatt begann Jens Oliver Haas 1990 als Reporter bei der Bild-Zeitung, bei der er auch volontierte. Dabei sammelte er Erfahrungen beim Redaktionsaufbau in Chemnitz und Halle. Nach einer Übernahme in die Chefredaktion kündigte er. Von 1993 bis 1994 arbeitete er als Redakteur bei RTL, danach bis 1996 als Redakteur, Chef vom Dienst und Redaktionsleiter für verschiedene Formate (u. a. Immer wieder Sonntags, Die Harald Schmidt Show). Seit 1995 verdient er seinen Lebensunterhalt als Autor, Gag- und Drehbuchschreiber. Unter anderem war er Headautor der ersten Staffel der ZDF-Familienserie Nesthocker – Familie zu verschenken. Er veröffentlichte das Buch 101 Gründe, ohne Frauen zu leben, sowie als Co-Autor die Bücher If... die wahre Geschichte der Welt (mit Martin Perscheid) und Ich darf das, ich bin Jude (mit Oliver Polak). Zwei seiner Bücher erreichten Bestseller-Status. Haas war unter anderem Gagschreiber für  Formate wie RTL Samstag Nacht, Switch  und 7 Tage, 7 Köpfe, entwickelte für RTL das Format Der deutsche Comedypreis mit, für das er neun Jahre als Headautor verantwortlich war und schrieb Texte für Moderatoren wie Hape Kerkeling, Sonja Zietlow, Oliver Geissen, Ruth Moschner und Guido Cantz. Seit der ersten Staffel 2004 ist er Headautor der Reality-Show Ich bin ein Star – Holt mich hier raus!. Seit 2015 ist Haas auch vermehrt als TV-Coach und Creative Producer im Einsatz.
Seit der ersten Staffel 2004 ist Haas die deutsche Stimme von Dschungel-Mediziner Robert McCarron, besser bekannt als Dr. Bob.

## Filmografie (Auswahl)
- 1995: Immer wieder sonntags – Executive Producer
- 1996–1998: RTL Samstag Nacht – Fester Autor
- 1999–2005: 7 Tage, 7 Köpfe – Gag-Autor für Gaby Köster
- 2000: Nesthocker – Familie zu verschenken – Headautor (5 Folgen)
- 2001–2009: Deutscher Comedypreis – Headautor
- Seit 2004: Ich bin ein Star – Holt mich hier raus! – Headautor, Sprecher
- 2005–2020: Die 10 …, Die 25 … – Moderationsautor
- 2013–2023: Grill den Henssler – Moderationsautor, Coach
- 2020–2022: Dr. Bob's Australien – Sprecher
- 2018–2023: Verstehen Sie Spaß? – Autor und Creative Producer
- Seit 2023: Die Verräter – Vertraue niemandem – Autor
- 2024: IGLO-Werbung mit Dr. Bob – Sprecher

## Auszeichnungen
- 1988: Ehrenmedaille der Bundeswehr
- 2011: Nominierung Deutscher Fernsehpreis für Ich bin ein Star – holt mich hier raus
- 2013: Nominierung Grimme-Preis für Ich bin ein Star – holt mich hier raus
- 2013: Deutscher Comedypreis für Ich bin ein Star – holt mich hier raus (beste Moderation)
- 2016: Bambi für Grill den Henssler (Publikumspreis)
- 2018, 2020: Nominierung Deutscher Fernsehpreis für Ich bin ein Star – holt mich hier raus (als Autor mit Micky Beisenherz und Jörg Uebber)
- 2023: Deutscher Fernsehpreis für Ich bin ein Star – holt mich hier raus
- 2024: Deutscher Fernsehpreis für Die Verräter – Vertraue niemandem